# 福井市消防局
福井市消防局（ふくいししょうぼうきょく）は、福井県福井市の消防部局（消防本部）。

## 沿革
- 1971年11月1日 常備消防の広域化を目的に、福井市、足羽郡美山町及び丹生郡越廼村・清水町の1市2町1村で、一部事務組合の福井地区消防組合を設立。福井市消防本部は福井地区消防本部となる。
- 1972年4月 南消防署を新設、従前の消防署を中消防署に改称。
- 1980年3月 中消防署併設であった消防本部を同署隣接地に移転。
- 1981年4月 東消防署を新設。
- 1986年4月 臨海消防署を新設し、現在の4消防署体制となる。
- 1991年6月 東消防署隣接地に福井市総合防災センター完成、消防本部を同所に移転。
- 2006年2月1日 美山町・越廼村・清水町の福井市編入に伴い、福井地区消防組合を編入前日限りで解散し、福井市は直轄する消防組織として福井市消防局を設置し消防本部の名称とする。管轄区域は旧組合の区域と同一であり、市は内部組織及び資産をそのまま継承した。
- 2007年3月 能登半島地震に緊急消防援助隊を派遣する。
- 2008年7月10日 東消防署に高度救助隊を設置する。
- 2011年3月11日 東日本大震災に対して岩手県陸前高田市に緊急消防援助隊を派遣する。
- 2014年1月 中消防署の建替完成。
- 南消防署の現在地建替を実施中、2026年度完成予定。

## 組織
- 本部：消防総務課、予防課、救急救助課、管制課
- 消防署

## 主力機械
2020年3月31日現在
- 普通消防ポンプ自動車：20（CD-Ⅰ:17　CD-Ⅱ:1　BD-Ⅰ:2）
- 水槽車：3
- はしご付消防自動車：3
- 屈折はしご付消防自動車：1
- 化学消防自動車：3
- 大型化学消防自動車：1
- 放水塔車：1
- 泡原液搬送車：1
- 救急自動車：11
- 救助工作車：2
- 指揮車：5
- 調査車：5
- 広報車：10
- 救急普及啓発広報車：1
- 機材車：4
- 人員輸送車：2
- 連絡車：3
- 軽査察車：6
- 拠点機能形成車：1
- 燃料補給車：1

## 消防署
| 消防署     | 住所              | 分署                                   | 分遣所                                  |
| ---------- | ----------------- | -------------------------------------- | --------------------------------------- |
| 中消防署   | 松本四丁目9-36    | 西：堀ノ宮町1-12-1 北：天池町5-62      | 西安居：羽坂町34-31-1                   |
| 南消防署   | 花堂中一丁目14-25 | 清水：小羽町27-1 社：若杉三丁目906     | 麻生津：今市町12-7-1                    |
| 東消防署   | 和田東二丁目2205  | 美山：美山町6-9-1 東：大和田一丁目102  | 足羽：東郷二ケ町37字堂田31-3            |
| 臨海消防署 | 西畑町15-1-1      | 越廼：蒲生町1-89-1 川西：浄土寺町21-29 | 殿下：畠中町27-13-1 国見：鮎川町108-6-1 |